# De Putten (natuurgebied)
De Putten is een natuurgebied in het gehucht Camperduin in Nederland. Het ligt vlak achter Hondsbossche Zeewering en bestaat grotendeels uit water. "De Putten" is aangelegd door de mens om met het klei de dijk te versterken. Er zijn enige eilandjes gecreëerd om het voor vogels aantrekkelijk te maken. Het maakt deel uit van het Natura 2000-gebied Abtskolk & De Putten.

## Vogels
Hier wordt op gebroed door onder andere:
- kluut
- zilvermeeuw
- kokmeeuw
- visdief

De Putten zijn vooral van belang als foerageer- en rustplaats voor doortrekkende vogels in voor- en najaar. Rond mei kan je vooral rekenen op veel steltlopers, zoals:
- rosse grutto
- bonte strandloper
- zwarte ruiter
- tureluur

Maar ook eenden zoals de wilde eend, kuifeend, pijlstaart, smient en krakeend, en daarnaast roofvogels zoals de bruine kiekendief, de torenvalk en de buizerd.
De grote sterns (die er niet broeden) zijn aanwezig vanaf medio april en zijn dan te zien op het schelpeneilandje aan de noordkant van de plas. Ook komen er andere soorten sterns, zoals de visdief.

## Winters
In de winter worden soorten als rietgors en baardman waargenomen, maar ook roofvogels zoals de blauwe kiekendief, het smelleken en de slechtvalk. Daarnaast ook Eenden zoals de wintertaling, het nonnetje en de brilduiker. En als je geluk hebt zie je een roodkeelduiker, alk of zeekoet, hoewel die normaal gesproken vooral buitendijks te zien zijn.
Andere vogels die er gezien zijn:
- patrijs
- geelpootmeeuw
- grote burgemeester
- zwartkopmeeuw
- houtsnip
- lepelaar
- grauwe gans
- rotgans
- witbuikrotgans

Natuurlijk komen er ook zoogdieren voor, bijvoorbeeld de bruine rat en de hermelijn. Ook vindt men er insecten en amfibieën.